# Dicranoloma confine
Dicranoloma confine là một loài Rêu trong họ Dicranaceae. Loài này được (Müll. Hal. & Hampe) Paris mô tả khoa học đầu tiên năm 1904.